# Gorytes pleuripunctatus pleuripunctatus
Gorytes pleuripunctatus pleuripunctatus é uma subespécie de insetos himenópteros, mais especificamente de vespas pertencente à família Crabronidae.
A autoridade científica da subespécie é A. Costa, tendo sido descrita no ano de 1859.
Trata-se de uma subespécie presente no território português.